# Marial Bai
Marial Bai (auch: Maryal Bai) ist ein Ort im Bundesstaat Northern Bahr el Ghazal des Südsudan.

## Geographie
Marial Bai liegt zwischen dem Magadhik River und dem Kuru (Chel), die östlich des Ortes sich zum Fluss Lol vereinigen.
Im Umkreis liegen die Siedlungen Akol Akam, Fankot und Abud. Eine größere Straße verbindet den Ort mit Akwoniriel  im Westen und Fan Til / Pantit im Südosten, südlich des Kuru.

## Geschichte
Der Ort wurde im Zweiten Bürgerkrieg im Sudan verwüstet. Mittlerweile profitiert der Ort jedoch von den Bemühungen der Valentino Achak Deng Foundation, die für den Wiederaufbau der Marial Bai Secondary School gesorgt hat.

## Persönlichkeiten
- Valentino Achak Deng, einer der Lost Boys of Sudan und Protagonist des Buches What is the What von Dave Eggers wurde in Marial Bai geboren.[6]